# Senneville-sur-Fécamp
Senneville-sur-Fécamp és un municipi francès situat al departament del Sena Marítim i a la regió de Normandia. L'any 2007 tenia 770 habitants.

## Demografia

### Població
El 2007 la població de fet de Senneville-sur-Fécamp era de 770 persones. Hi havia 296 famílies de les quals 60 eren unipersonals (32 homes vivint sols i 28 dones vivint soles), 92 parelles sense fills, 124 parelles amb fills i 20 famílies monoparentals amb fills.
La població ha evolucionat segons el següent gràfic:
Habitants censats

### Habitatges
El 2007 hi havia 346 habitatges, 299 eren l'habitatge principal de la família, 37 eren segones residències i 10 estaven desocupats. 336 eren cases i 9 eren apartaments. Dels 299 habitatges principals, 253 estaven ocupats pels seus propietaris, 43 estaven llogats i ocupats pels llogaters i 3 estaven cedits a títol gratuït; 2 tenien una cambra, 11 en tenien dues, 40 en tenien tres, 61 en tenien quatre i 185 en tenien cinc o més. 260 habitatges disposaven pel capbaix d'una plaça de pàrquing. A 128 habitatges hi havia un automòbil i a 144 n'hi havia dos o més.

### Piràmide de població
La piràmide de població per edats i sexe el 2009 era:
| Homes | Edats   | Dones |
| ----- | ------- | ----- |
| 0     | 95 o +  | 0     |
| 4     | 90 a 94 | 0     |
| 4     | 85 a 89 | 8     |
| 4     | 80 a 84 | 0     |
| 0     | 75 a 79 | 4     |
| 0     | 70 a 74 | 12    |
| 24    | 65 a 69 | 16    |
| 28    | 60 a 64 | 32    |
| 4     | 55 a 59 | 24    |
| 24    | 50 a 54 | 12    |
| 32    | 45 a 49 | 28    |
| 48    | 40 a 44 | 32    |
| 12    | 35 a 39 | 32    |
| 12    | 30 a 34 | 20    |
| 16    | 25 a 29 | 4     |
| 12    | 20 a 24 | 16    |
| 28    | 15 a 19 | 20    |
| 28    | 10 a 14 | 44    |
| 12    | 5 a 9   | 20    |
| 20    | 0 a 4   | 16    |

## Economia
El 2007 la població en edat de treballar era de 506 persones, 368 eren actives i 138 eren inactives. De les 368 persones actives 337 estaven ocupades (174 homes i 163 dones) i 31 estaven aturades (11 homes i 20 dones). De les 138 persones inactives 51 estaven jubilades, 51 estaven estudiant i 36 estaven classificades com a «altres inactius».

### Ingressos
El 2009 a Senneville-sur-Fécamp hi havia 315 unitats fiscals que integraven 806,5 persones, la mediana anual d'ingressos fiscals per persona era de 18.707 €.

### Activitats econòmiques
Dels 12 establiments que hi havia el 2007, 6 eren d'empreses de construcció, 3 d'empreses de comerç i reparació d'automòbils, 1 d'una empresa de transport, 1 d'una empresa d'informació i comunicació i 1 d'una entitat de l'administració pública.
Dels 6 establiments de servei als particulars que hi havia el 2009, 3 eren guixaires pintors, 2 lampisteries i 1 empresa de construcció.
L'any 2000 a Senneville-sur-Fécamp hi havia 5 explotacions agrícoles.

## Equipaments sanitaris i escolars
El 2009 hi havia una escola elemental.

## Poblacions més properes
El següent diagrama mostra les poblacions més properes.